# ロッキー山脈
ロッキー山脈（ロッキーさんみゃく、英: Rocky Mountains、Rockies、仏: Montagnes Rocheuses [mɔ̃ntaɲ ʁɔʃøz]、Rocheuses）は、北アメリカ大陸西部を北西から南東に走る山脈である。ロッキー山脈は北へ行くほど険しい岩山となり、広大な針葉樹の森にはエメラルド色の湖が数多く存在する。
一口に「ロッキー山脈」と言っても実際は複数の山地を連ねた山系で、北は北緯60度に近いカナダ・ブリティッシュコロンビア州最北部から、南は東京23区とほぼ同緯度に位置するアメリカ合衆国ニューメキシコ州の州都サンタフェの近くまで、その長さは4,800kmを超える。
地質学的には、この山脈は褶曲運動により形成された褶曲山脈である。同山脈はアンデス山脈や日本列島などと共に環太平洋火山帯に属している。
山脈の最高峰はアメリカ合衆国コロラド州のエルバート山（4,401m）である。「カナディアン・ロッキー」（Canadian Rockies、Rocheuses canadiennes）と呼ばれるカナダ領内では、ブリティッシュコロンビア州とアルバータ州の州境にそびえるロブソン山（3,954m）が最も高い。
全域にわたって植生や生態系が豊かで、手つかずの自然が残されている地帯も多く、国立公園や世界遺産に登録されている自然遺産も多い。
世界遺産に登録されているのは、バンフ、ジャスパー、クートニィ、ヨーホーの4つの国立公園と、ハンバー、マウント・ロブソン、マウント・アシニボインの3つの州立公園を含めた7つの自然公園である。

## 地理と地質学的見地
ロッキー山脈は一般的にはカナダ・ブリティッシュコロンビア州のリアード川からアメリカ合衆国ニューメキシコ州のリオグランデ川までと定義されている。リアード川よりも北のユーコン準州やアラスカ州、リオグランデ川よりも南のメキシコにも環太平洋火山帯に属する山脈は続くが、それらの山脈はロッキー山脈とは別個のものとして考えられている。このほか、アメリカ合衆国における定義ではロッキー山系に含まれる山地もカナダにおける定義では含まれないなど、両国の間で定義に若干の差がある。
ロッキー山系の中でも比較的若い山地は白亜紀後期、約6500万年-1億年前に形成された。一方、古い山地になると6億年以上前の先カンブリア時代に既に形成されていたものもある。特にバージェス頁岩は古生代初期の生物化石を多量に含む層として発見され、その成果はこの時代に認識を大きく変えた（バージェス動物群）。地学的には、この山脈は火成岩と変成岩から成っている。山脈の南部では堆積岩も見られる。コロラド州南西部のサンフアン山地などでは第三紀に形成された火山岩の地層もある。ワイオミング盆地では何万年にもわたって著しい浸食作用が起こり、それにより山間盆地が比較的平坦な地形に変わった。ティトン山地をはじめとする北部・中部の山地は古生代から中生代の地層が褶曲・断層を受けて、原生代ないし太古代（12億-33億年前）のロッキー山脈の核とも言える火成岩・変成岩に被さったものである。
氷期が180万年前の更新世から1万年ほど前の完新世初期にかけて繰り返し生じ、ロッキー山脈は度々氷河に覆われ、最終氷期にはイエローストーン国立公園の90%は氷に覆われていた。また1550年頃から1860年頃までの小氷期にも氷河の発達がみられ、グレイシャー国立公園内にある氷河は1860年頃に最も前進していた。

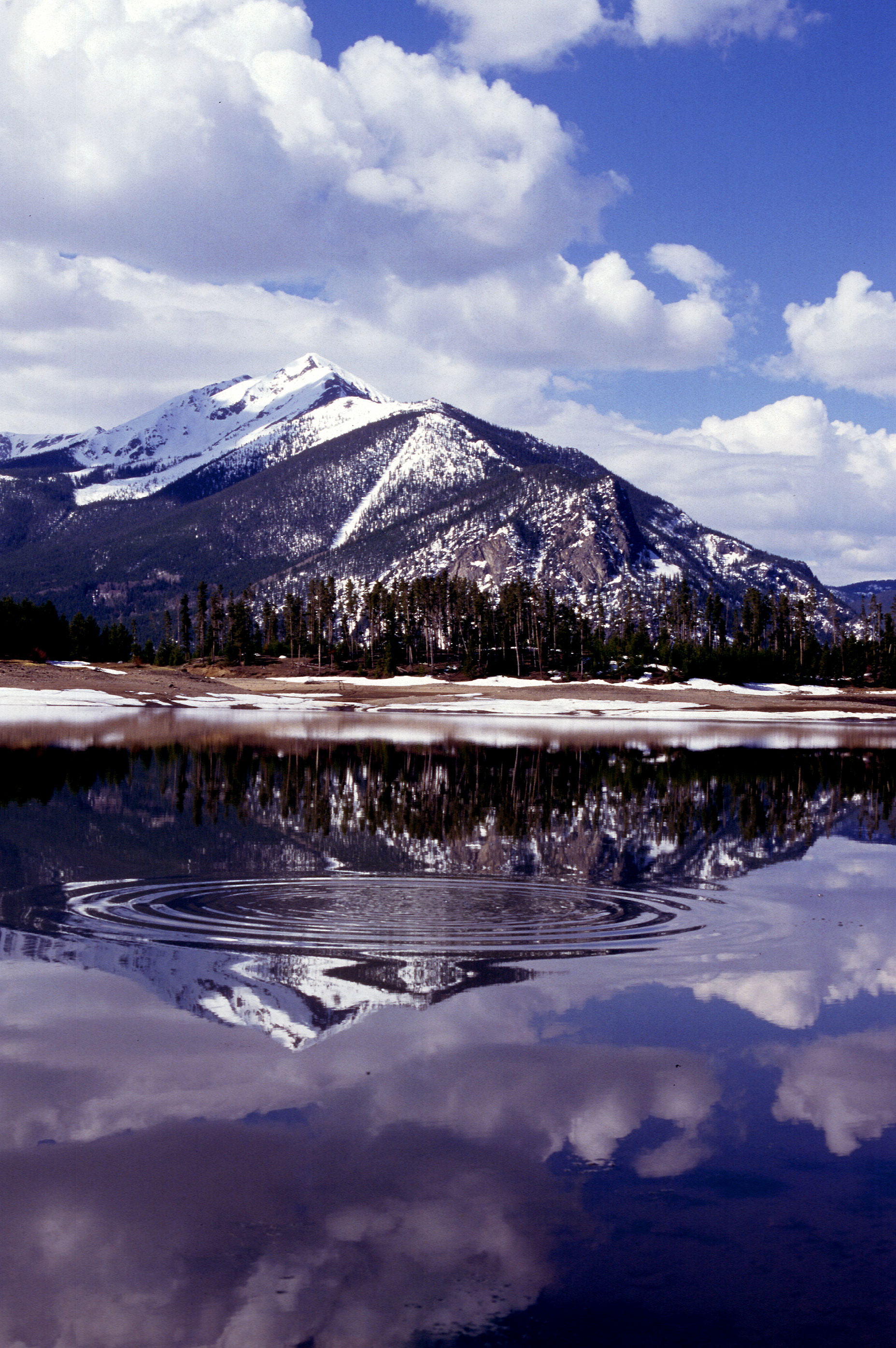
ロッキー山脈からの雪解け水は山脈を水源とする河川や近隣の湖沼・人造湖を潤す。写真はコロラド州ディロン近くの人造湖。

水は様々な形で現在のロッキー山脈に谷を刻んでいる。山から流れ出した水は河川や湖沼を形成し、アメリカ合衆国内の水源の1/4を占めている。ロッキー山脈は大陸を大きく分ける分水嶺となっており、ロッキー山脈から流れ出す河川は太平洋、大西洋、北極海の3つの大洋に注ぐ。ただし、ワサッチ山脈西側の降水は海へと注がず、グレートソルト湖に流入して止まってしまうため、内陸河川となっている。ロッキー山脈を水源とする主な河川には次のようなものがある。
- アーカンザス川
- アサバスカ川
- イエローストーン川
- クートネー川
- コロラド川
- コロンビア川
- サスカチュワン川
- スネーク川
- ピース川
- プラット川
- フレーザー川
- ミズーリ川
- リオグランデ川
- リアード川
- ユーコン川

ロッキー山脈の気候は中緯度・高緯度の高山性で、気温の年較差・日較差がともに大きい。北部や頂上付近では寒帯のツンドラ気候に似た気候を示す。山麓では乾燥帯のステップ気候に属する地域がほとんどを占め、カナダ領内では亜寒帯の亜寒帯湿潤気候に属する地域がある。
ロッキー山脈の東麓には、チヌークと呼ばれる風がよく吹く。この風は乾燥しており、強いフェーン現象を引き起こすため、この風が吹くと周辺の気温は急速に上昇する。気温が20度以上も上昇し、湿度は10パーセント以下に下がることが多く、この風が吹くと周辺の雪が急速に溶けることから、雪食い（Snow-eater）の名でも知られる。

## 人類の歴史
最終氷期の終わりごろ、ロッキー山脈の周辺にはパレオ・インディアン（Paleo-Indians）と呼ばれる原始のネイティブ・アメリカンが住んでいた。パレオ・インディアンは後にアパッチ、アラパホ、クーテナイ、クロウ、シャイアン、ショショーニ、スー、セカニ、デュネザ、バノック、ブラックフット、フラットヘッド、ユートなどの各部族に分化していった。パレオ・インディアンは山麓や谷でマンモスや古代バイソン（現代のアメリカバイソンより20%ほど大きかった）を狩って生活していた。また、彼らはその後分化した子孫たちと同様に、秋や冬には山麓や谷に下りてバイソンを追い、春や夏には山に上って魚を釣ったり、シカやアメリカアカシカを狩ったり、根菜や漿果を採ったりして生活していたとする説もある。コロラド州の大陸分水嶺沿いには、5,400-5,800年ほど前にネイティブ・アメリカンが狩猟に用いるために建てた岩の壁が残っている。ネイティブ・アメリカンはこの地で行った狩りによって哺乳類の生息状況に、また焼畑によって植物の生息状況に影響を及ぼしたとする科学的証拠もある。

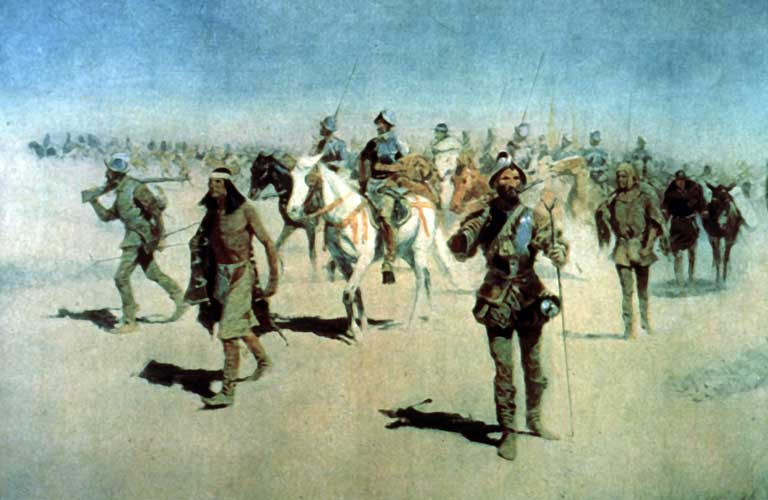
北進するコロナドの探検隊

その後長くロッキー山脈周辺は未開の地であったが、アメリカ大陸にヨーロッパ人の入植者が入ると山脈の周辺にも探検家が足を踏み入れるようになった。スペイン人探検家フランシスコ・バスケス・デ・コロナドは1540年から1542年にかけて、戦士、使節、アフリカ人奴隷を連れてメキシコからカンザスへと探検を行った。コロナドとその一行はその道中にロッキー山脈の南端、現在のニューメキシコ州の北部を通っていった。コロナド一行はこの地域に馬、金属製の道具、ライフルなど、ネイティブ・アメリカンがそれまで使用していなかった道具を持ち込んだ。また、ヨーロッパ文化も持ち込み、それまでのネイティブ・アメリカンの文化を大きく変えた。一方で、ヨーロッパ人たちはネイティブ・アメリカンたちと戦争を起こし、それまでこの地には見られなかった病気も持ち込んだため、この地域のネイティブ・アメリカンの人口は激減した。
アレグザンダー・マッケンジーは1793年にロッキー山脈を越えた初めてのヨーロッパ人であった。マッケンジーは山中でフレーザー川の上流域を探検し、同年7月20日にカナダの太平洋岸、現在のブリティッシュコロンビア州ベラクーラ（Bella Coola）にたどり着いた。これは、メキシコより北の北アメリカで記録に残っている最初の大陸横断であった。
ロッキー山脈地域で初めて科学的な調査を行ったのはルイス・クラーク探検隊であった。ルイスとクラークの一行は1804年から1806年にわたって行ったその探検の道中、近代植物学者、動物学者、地学者の研究の参考となる標本を多数採取した。ルイスとクラークの探検は「東からのヨーロッパ人にロッキー山脈へ、そしてその先への道を開いた」とされているが、実際には、ルイスとクラークはその探検の最中に少なくとも11人のヨーロッパ人に会っていた。
これらの探検隊のほか、18世紀のロッキー山脈には毛皮や鉱物を求めて山を渡り歩いたヨーロッパ人が多数いた。ノースウェスト会社は1799年、現在のアルバータ州にロッキー・マウンテン・ハウス（Rocky Mountain House）という毛皮取引所を開設した。ライバルであったハドソン湾会社もまた、ロッキー・マウンテン・ハウスの近くにアクトン・ハウス（Acton House）を開設した。これらの取引所は19世紀初頭におけるロッキー山脈地域の探検の基地ともなった。毛皮取引商から探検家・地図製作家に転身したデイビッド・トンプソンは、ヨーロッパ人としては初めてコロンビア川を太平洋まで下る探検を行った。

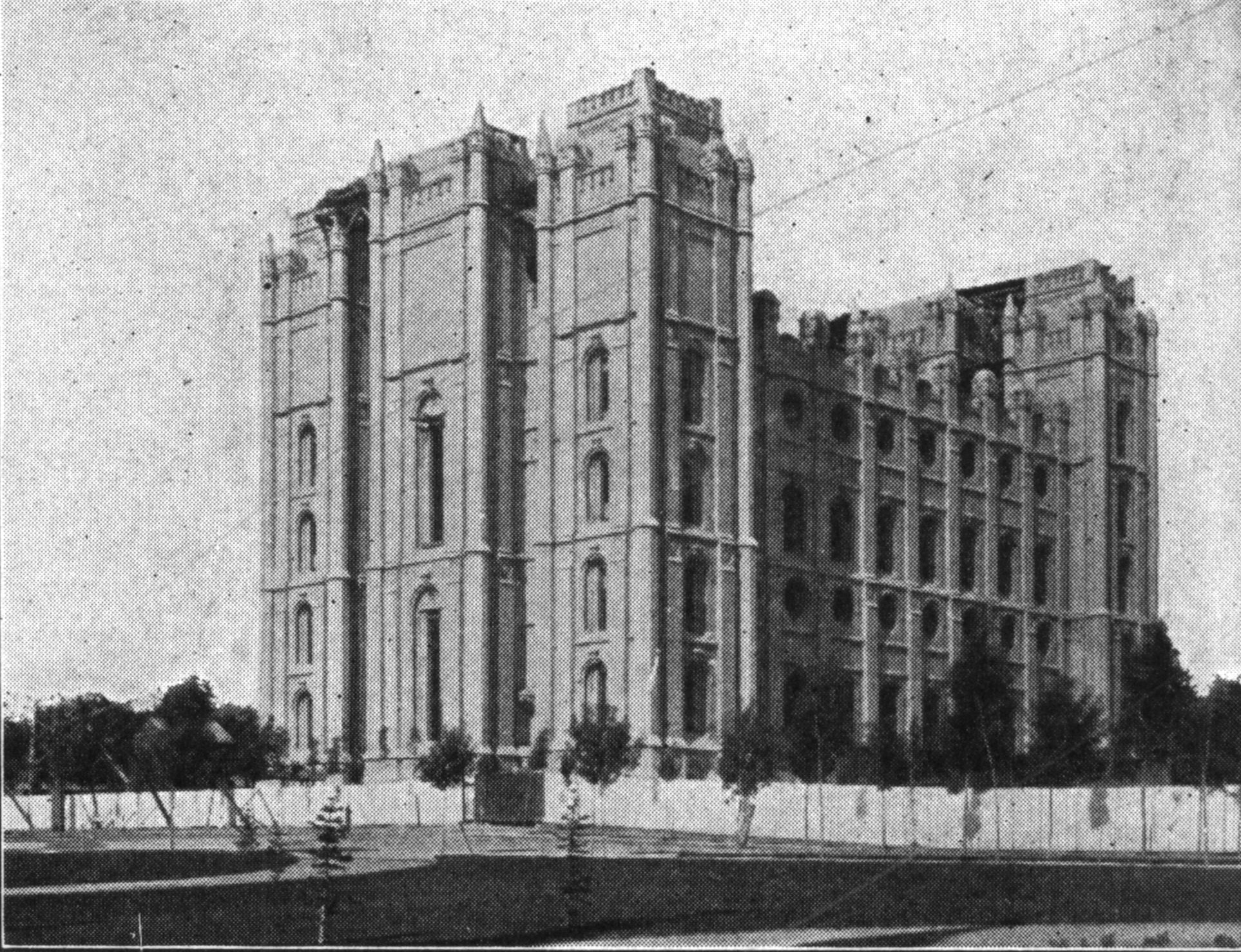
ソルトレイク神殿、1912年

19世紀を下るとさらに急速に変化が進んだ。19世紀初頭の段階で、北緯49度線より南、現在のアメリカ合衆国領内では白人が既に趨勢を占めるほどになっていた。1832年には、比較的平坦なワイオミングの南部を通る馬車がロッキー山脈を越えて走った。1840年代には、数千人の開拓者がオレゴン・トレイルを通って西をめざすようになった。1847年、ブリガム・ヤング率いるモルモン教徒の一行がロッキー山脈を越えてグレートソルト湖のほとりにたどり着き、ワサッチ山脈西麓の砂漠の中に総本山となるソルトレイク神殿とソルトレイクシティを建設した。
ロッキー山脈の、北のカナダと南のアメリカの間の国境線も徐々に確定していった。1818年のイギリス・アメリカの二国間協議によってロッキー山脈以東の国境は北緯49度と定められ、それより西はオレゴン・カントリーと呼ばれる共同占有の土地となっていた。両国ともにこの地域を領有したいという強い意志があり、1840年代にはオレゴン境界紛争として表面化したが、結局1846年のオレゴン条約によってロッキー以東の国境線をそのまま延伸し、北緯49度を境に北をイギリス、南をアメリカとして分割することで合意に達した。この国境線は現在に至るまでそのまま受け継がれている。
1859年、コロラド州クリップルクリーク（Cripple Creek）の近くで金の鉱脈が見つかると、以後はゴールドラッシュに沸き、地域経済の姿を完全に変えた。この時期にはロッキー山脈を越えて大陸を横断する駅馬車の路線も開設された。1860年4月3日には、当時の鉄道の終点であったミズーリ州セントジョゼフからカリフォルニア州サクラメントまでの間を結ぶ速達郵便サービスであるポニー・エクスプレスが操業を開始し、両都市間を約10日間で結んだ。このポニー・エクスプレスの営業期間はわずか1年半にすぎず、1861年10月にはロッキー山脈を越える最初の大陸横断電信線が開通したことで営業を停止した。1869年にはカリフォルニア州サクラメントから東に延びてきたセントラル・パシフィック鉄道と、ネブラスカ州のオマハから西に延びてきたユニオン・パシフィック鉄道がユタ準州のプロモントリーで接続し、ロッキー山脈を越える大陸横断鉄道が完成した。一方、カナダにおいても1871年に大陸横断鉄道は計画され、カナダ太平洋鉄道はキッキングホース峠とロジャーズ峠を開削して1885年に路線を太平洋までつなげることに成功した。こうして開拓が進む中で、ロッキー山脈地方には次々と新しい州が誕生していった。1876年のコロラド州を皮切りに、モンタナ州（1889年）、アイダホ州（1890年）、ワイオミング州（1890年）、ユタ州（1896年）が次々と加盟し、ニューメキシコ州が1912年に州に昇格したことでロッキー山脈地方はすべて州となった。ただし、これら諸州の加盟順がコロラド州（38番目）、モンタナ州（41番目）、アイダホ州（43番目）、ワイオミング州（44番目）、ユタ州（45番目）、ニューメキシコ州（47番目）だったことからもわかるとおり、ロッキー山脈地方はアメリカ合衆国内でも最も遅い時期に開拓された地域となった。カナダにおいては、1871年にブリティッシュコロンビア州がカナダ自治領に加盟し、1905年にはアルバータ州が加盟した。
一方、19世紀も後半に入ると、ロッキー山脈地域では自然環境の保護への取り組みがなされてきた。1872年には世界初の国立公園となったイエローストーン国立公園が設立された。1891年から1892年にかけては、時のアメリカ合衆国大統領ベンジャミン・ハリソンがロッキー山脈に森林保護区域をいくつも設置した。モンタナ州北部を走っていたグレート・ノーザン鉄道は観光利用を促進するため沿線地域の保護をアメリカ政府に働きかけ、その地域はのちにグレイシャー国立公園に指定された。1905年、セオドア・ルーズベルトはメディスン・ボウ森林保護区域の指定地域をさらに拡大し、現在のロッキーマウンテン国立公園の領域をそこに含めた。1885年には、カナダ初の国立公園であるバンフ国立公園がカナディアン・ロッキー山中に設立された。
こうした19世紀中の動きによって、ロッキー山脈地域では経済開発が始まり、鉱業、林業、農業に加え、サービス業や観光業、リクリエーションも含む複合的な経済成長が進んでいった。探検家や毛皮取引商たちが張ったテントやキャンプは牧場や農場に姿を変え、砦や鉄道の駅を中心として町が建設されていった。デンバーやソルトレイクシティをはじめとしたいくつかの町はその後も成長を続け、都市を形成していった。大陸横断鉄道も、ユニオン・パシフィック鉄道とセントラル・パシフィック鉄道によるものだけでなく、アメリカ北部ではノーザン・パシフィック鉄道（1883年）とグレート・ノーザン鉄道（1893年）が開通し、南部ではアッチソン・トピカ・アンド・サンタフェ鉄道（1881年）、デンバー・アンド・リオグランデ・ウェスタン鉄道などがロッキー山脈を越える路線を建設した。最後の大陸横断鉄道は北部を通るミルウォーキー鉄道のもので、1909年に完成した。カナダにおいては、大平原北部開発のためにカナダ太平洋鉄道線の北に鉄道を建設する機運が生まれ、1914年に太平洋岸のプリンスルパートからプリンスジョージ、ジャスパーを抜けてエドモントンにいたるグランド・トランク太平洋鉄道（Grand Trunk Pacific Railway）(GTPR)が開通した。この鉄道がアメリカ・カナダを通じて最後の大陸横断鉄道であったが、人口希薄な地域を走ることもあって経営が悪化し、5年後の1919年にはカナダ国営鉄道に吸収され、現在まで存続している。

## 地域の産業

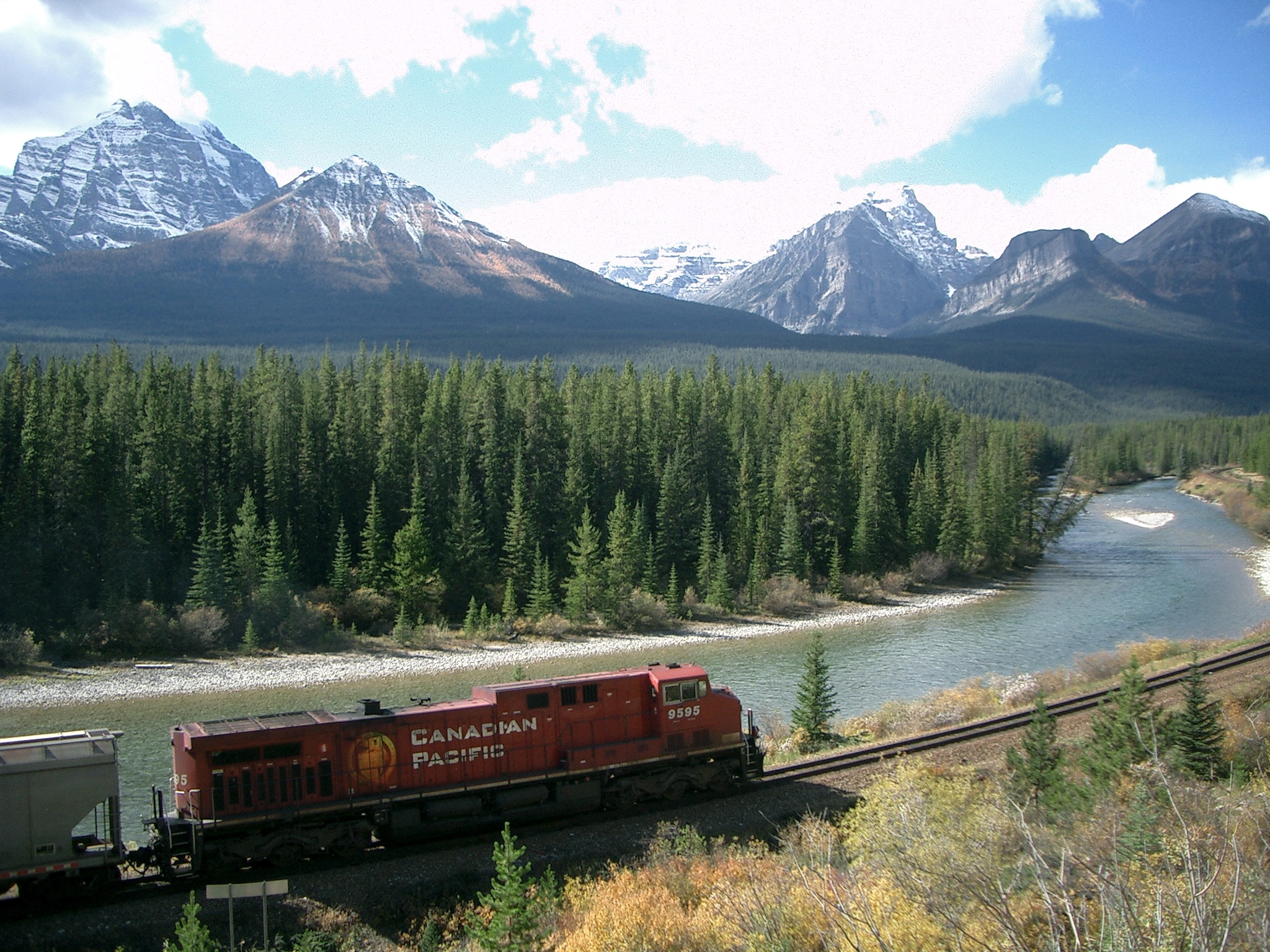
カナディアン・ロッキーを走る列車。長距離列車や観光列車を走らせるのみならず、山脈の豊富な鉱物資源を運搬する重要な交通手段である。

ロッキー山脈は豊富な天然資源を有している。山中で見つかる鉱物には金、銀、銅、鉛、モリブデン、タングステン、亜鉛などがある。ワイオミング盆地などでは石炭、天然ガス、オイルシェール、原油も埋蔵されている。コロラド州中央部に位置するかつての鉱山町クライマックスには世界最大のモリブデン鉱山がある（ただし町自体はゴーストタウンになっている）。モリブデンは自動車や航空機の耐熱鋼（モリブデン鋼）生産に用いられるほか、銅との合金がハイブリッドカーやロケットの電子基板に使われたり、機械の潤滑油に添加されて使われたりと、使途が広い鉱物である。クライマックスのモリブデン鉱山は約3,000人を雇っていた。近年では避暑地としても発展してきているアイダホ州の鉱業都市コー・ダリーンの周辺には銀、鉛、亜鉛の鉱山がある。カナダ領内では、ロッキー山脈沿いに多数の炭田が見られる。
しかし、鉱業はロッキー山脈に環境汚染ももたらした。例えば、コロラド州北部を流れるイーグル川の水は、1984年まで約100年間にわたって操業していたイーグル鉱山（Eagle Mine、金、銀、亜鉛の鉱山）の影響で、砒素や鉛や亜鉛に汚染され、鉱山周辺の土壌も汚染された。これらの重金属は、鉱山の近くからの春の雪解け水に高濃度に含まれていたのである。この結果、イーグル川などの藻類や蘚類、マスの生息環境を脅かした。また、鉱業のために周辺の地価も下がり、飲料水の水質も悪く、リクリエーションの機会も減っていた。ある分析結果では、鉱業によって汚染された川の浄化には23億ドルを要するとはじき出された。1983年、コロラド州のある鉛鉱山のかつての所有者は川の浄化費用48億ドルをめぐって、コロラド州法務長官から訴訟を起こされた。その5年後、川の環境は大きく改善されていた。
ロッキー山脈周辺の地域では農業や林業も盛んである。この地域の主な農業形態は灌漑農業や放牧である。特に高度差を利用した移牧が盛んである。これは夏には標高の高い、涼しいところで家畜を飼育し、冬には山を下りて比較的暖かいところに移ってくるというものである。ロッキー山脈の麓では、山脈から流れてくる水が得られるために灌漑農業が多くの地域で行われており、なかでもコロラド州のデンバー周辺やユタ州のワサッチ山脈西麓は豊富な水に恵まれるため農業が盛んである。この豊かな農業が人口の集中を生み、この両地域に各種工業が立地することにつながった。
コロラド州中部にありロッキーの西麓に位置するコロラドスプリングス市にあるピーターソン空軍基地にはアメリカ北方軍(NORTHCOM)、北アメリカ航空宇宙防衛司令部(NORAD)、空軍宇宙軍団(AFSPC)の司令部が置かれている。かつてはこれらの司令部はコロラドスプリングス近郊にあるシャイアン山をくりぬいて作られた巨大な地下基地であるシャイアン・マウンテン空軍基地におかれていた。1964年に建設されたこの基地には1966年以降各司令部が置かれており、有事には核攻撃にも耐えられる巨大な核シェルターともなるよう設計されていたが、対テロ戦争には非効率とされて2006年にピーターソン空軍基地へと移転した。

## 都市
ワイオミング州が全米50州で最も人口の少ない州であるなど、ロッキー山脈周辺の人口は概して希薄である。しかし、1950年代から1990年代にかけて、ロッキー山脈周辺の州ではサンベルト諸州同様、高い人口増加率を記録した。とくに人口増加率が高かったのがコロラド州とユタ州で、40年間の人口増加率は150%を記録した。この2州にはそれぞれフロント・レンジ都市回廊（Front Range Urban Corridor）、ワサッチ・フロント（Wasatch Front）と呼ばれる都市群がある。前者はデンバーを中心に北はワイオミング州の州都シャイアンから南はコロラド州プエブロまで山脈の東麓に連なる都市群で、人口400万人に達する。この都市群の中心であるデンバーはロッキー山脈地区最大の都市であり、連邦政府の出先機関が集中するほか、かつては周辺の平原や鉱山を基盤とした食肉産業や精錬が栄え、現代ではエレクトロニクス産業が多く立地している。また、交通の要衝であり、かつては6つの鉄道会社が乗り入れており、現代では空港がロッキー地域のハブ空港として機能している。後者はソルトレイクシティを中心として、ロッキー山脈の西縁をなすワサッチ山脈西麓に連なる都市群で、人口はユタ州の総人口の8割以上にあたる200万人を数える。この地域は農業の盛んでないグレートベースン地方の農業中心として成長してきた。この2大都市圏以外では、人口数千から数万の小都市が各地に点在するにとどまる。モンタナ州東部のロッキー山中には、州都ヘレナ市をはじめ、ボーズマンやビュート、ミズーラといった都市が点在する。
カナダ領内のロッキー東麓には「ロデオの町」として名高く、1988年の冬季オリンピック開催地としても知られる、カルガリーという人口100万人に迫る大都市がある。カルガリーは石油産業を中心として発達した都市で、カナダ西部の大平原地域の中心都市として第二次世界大戦以降急速に発展した。

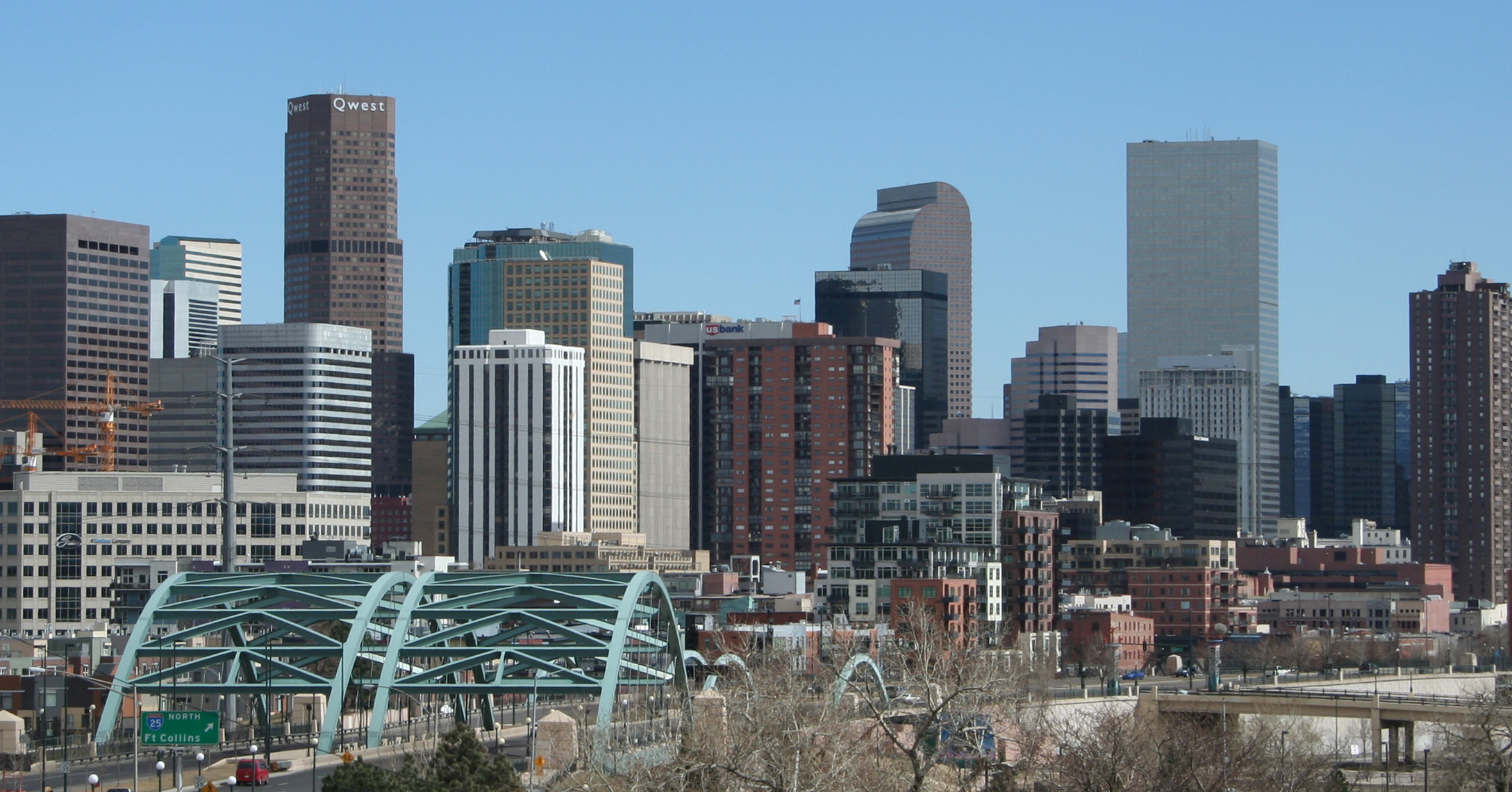
デンバー
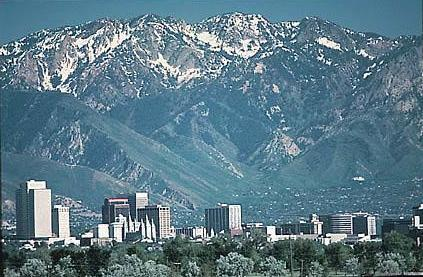
ソルトレイクシティ
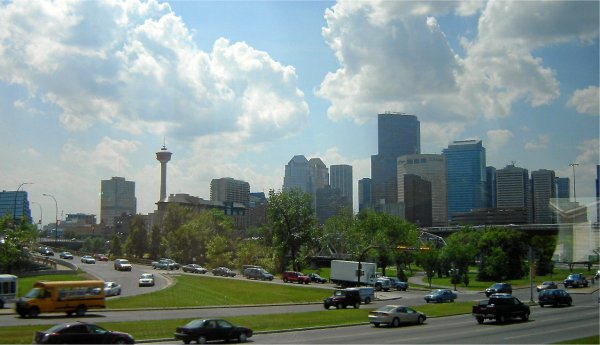
カルガリー

## 交通
ロッキー山脈は東のグレートプレーンズ方面からは急速に高度を上げるため、長く交通の障壁となってきたが、1869年の最初の大陸横断鉄道の建設以来、何本かのロッキー山脈を越える鉄道が敷設された。現代でもその路線のいくつかは残っているが、旅客輸送は多くの路線でほぼ行っておらず、貨物輸送が主体となっている。
ロッキー山脈を越える州間高速道路も何本か存在する。アメリカ領内で最も北を走るロッキー越えの州間高速道路はワシントン州シアトルからマサチューセッツ州ボストンまでを結ぶ90号線であり、アイダホ州のコー・ダリーンからモンタナ州のミズーラ、ボーズマン、ビリングスを通って山脈を抜ける。ロッキーの中央部を抜けるのがサンフランシスコとニューヨークを結ぶ80号線であり、ロッキーの西麓にあたるソルトレイクシティからワイオミング州のエバンストン、ロックスプリングス、ララミーを通って東麓のシャイアンへ抜ける。その南を走るのが70号線で、ユタ州の中央部からコロラド州のグランドジャンクションを通り、東麓のデンバーに抜ける。
ロッキー山脈を東西に抜ける主要道路は以上の3本であるが、ほかに東麓と西麓をそれぞれ山脈に並行して走る2本の州間高速道路がある。15号線はカナダ国境から始まり、しばらくは東麓を走るもののモンタナ州で山間に入り、ヘレナとビュートを通過した後西麓へ抜け、アイダホ州のアイダホフォールズ、ポカテッロを通過した後ユタ州に入り、オグデン、ソルトレイクシティ、サンディ、プロボといったワサッチ・フロントの都市群を通過したのちラスヴェガスへと抜ける。これに対し25号線は完全に東麓に沿って走るルートで、ワイオミング州シャイアンからコロラド州フォートコリンズ、デンバー、コロラドスプリングス、プエブロといったフロント・レンジ都市回廊の街を抜け、ニューメキシコ州サンタフェからアルバカーキへと抜ける。
カナダにおいては同国を横断するトランスカナダハイウェイのルートが2つロッキー山脈を越えており、主要ルート（ハイウェイNo.1）はバンクーバーからカムループス、バンフを通ってカルガリーへ抜けるルート、北部ルート（ハイウェイNo.16）はプリンスルパートからプリンスジョージ、ジャスパーを通ってエドモントンへ抜けるルートとなっている。

## 観光

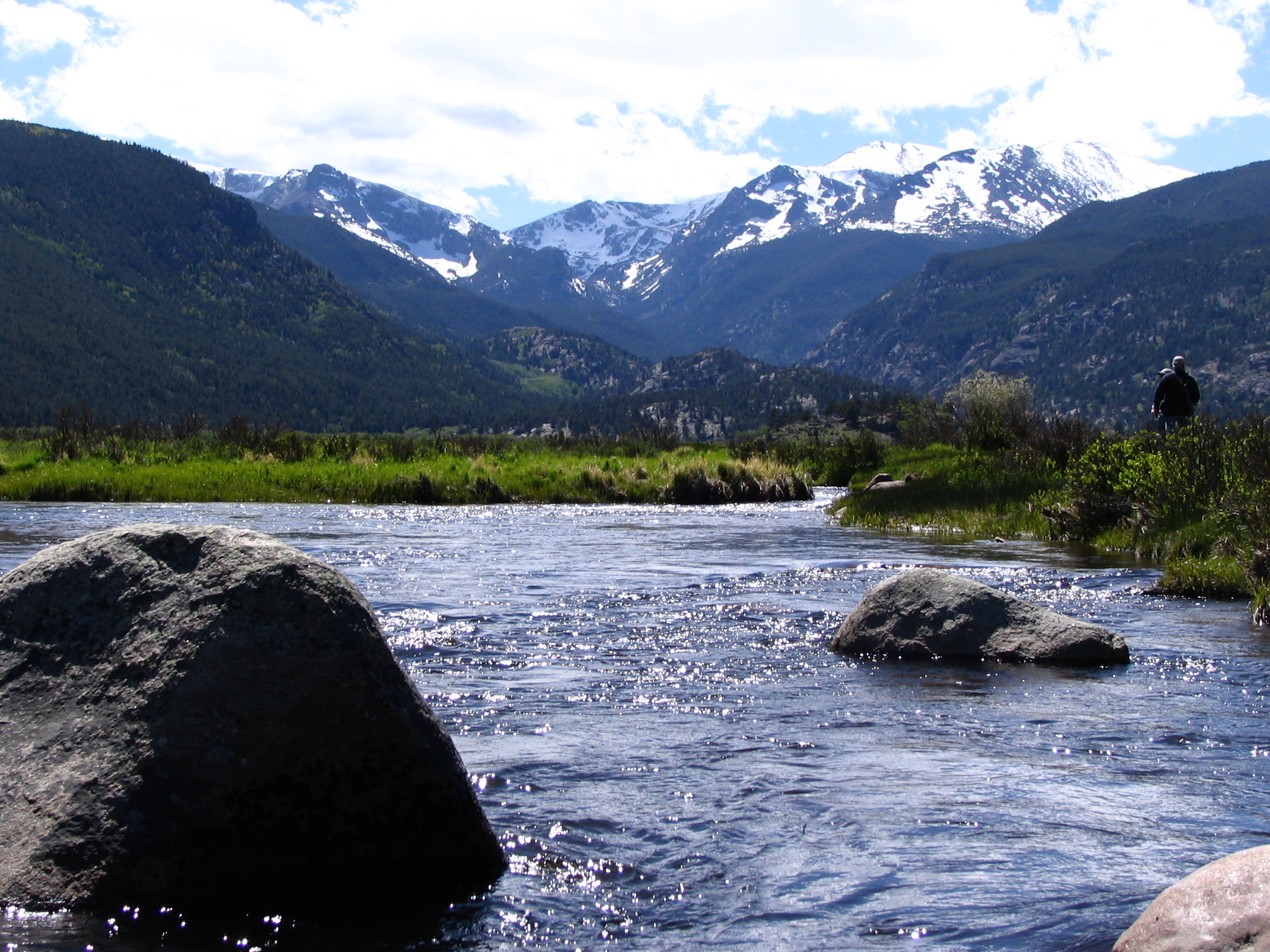
ロッキーマウンテン国立公園

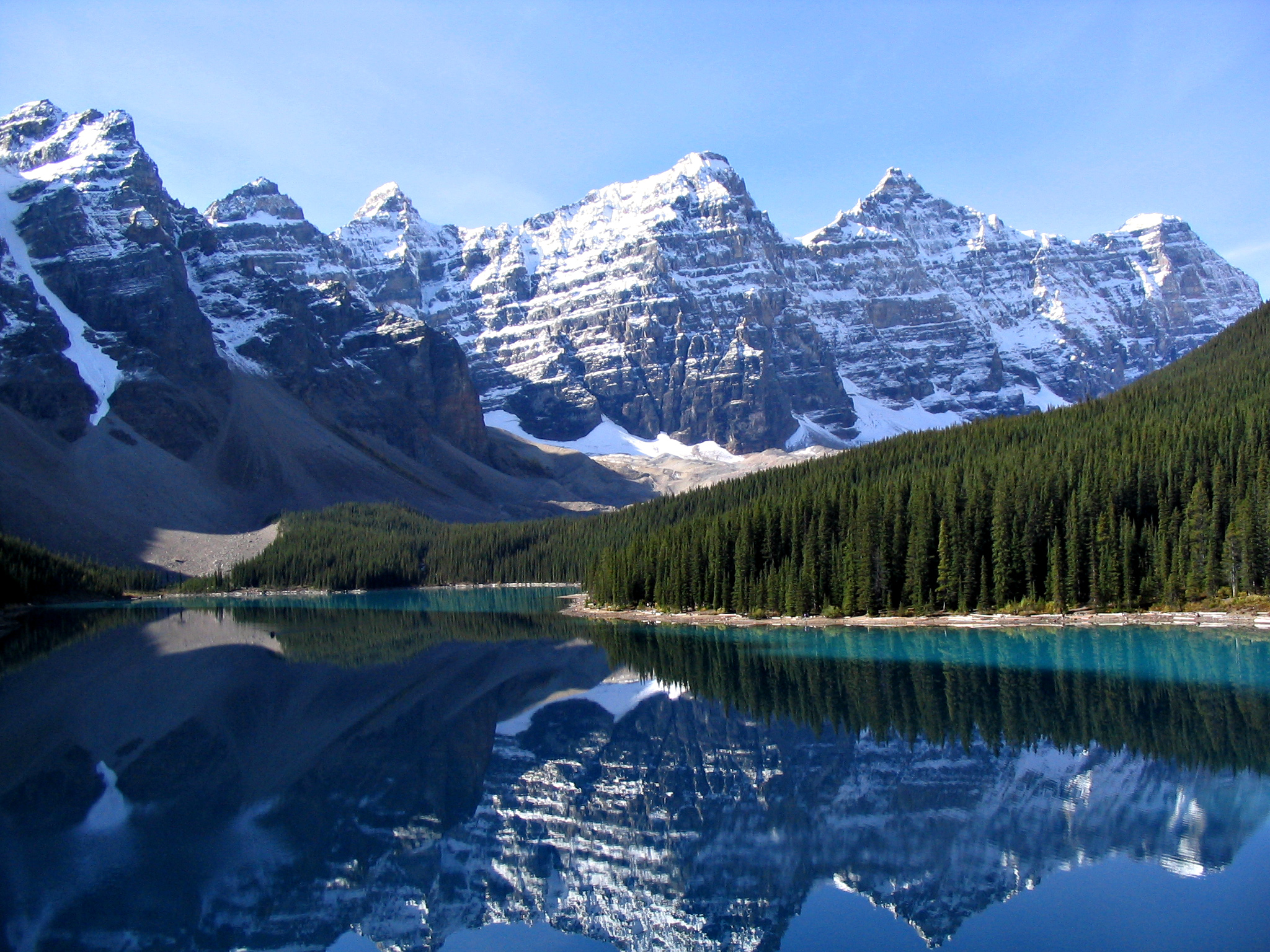
バンフ国立公園

天然資源のみならず自然環境にも恵まれたロッキー山脈は風光明媚な場所や余暇のための施設もあり、毎年数百万人単位の観光客が訪れる。ハイキングやキャンプ、その他の野外スポーツなども人気である。日本人にとっては新婚旅行の人気旅行先のひとつでもある。
山脈内には以下の国立公園がある。
- アメリカ合衆国
  - ロッキーマウンテン国立公園
  - イエローストーン国立公園
  - グランドティトン国立公園
  - グレイシャー国立公園
- カナダ
  - バンフ国立公園
  - ジャスパー国立公園
  - クートニー国立公園
  - マウントレベルストーク国立公園
  - ウォータートン・レイク国立公園
  - ヨーホー国立公園

グレイシャー国立公園（アメリカ合衆国）とウォータートン・レイク国立公園（カナダ）は国境を隔てて接しており、併せてウォータートン・グレイシャー国際平和自然公園と呼ばれている。このうち、イエローストーン国立公園、ウォータートン・グレイシャー国際平和自然公園、カナディアン・ロッキー山脈自然公園群（バンフ国立公園、ジャスパー国立公園、クートニー国立公園、ヨーホー国立公園、そしてブリティッシュ・コロンビア州のハンバー州立公園、アシニボイン山州立公園、ロブソン山州立公園が含まれる）は、世界遺産に指定されている。

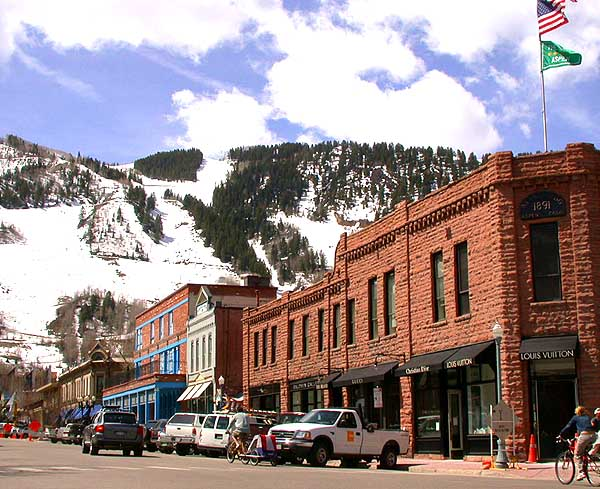
アスペン

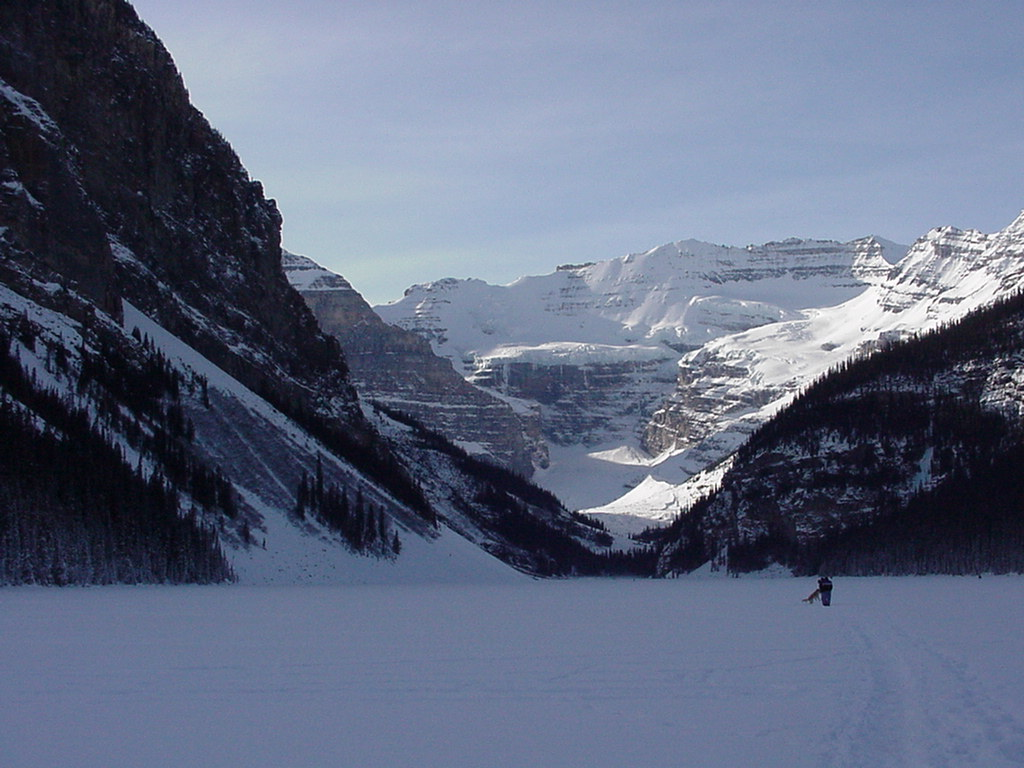
冬のレイク・ルイーズ

冬季にはスキーで賑わう。ロッキー山脈においては、1988年カルガリーオリンピックと2002年ソルトレークシティオリンピックの2度、冬季オリンピックが開催されている。なお、1976年には本来はデンバーで冬季オリンピックが行われる予定であったが、住民の強い反対運動によって開催権返上を余儀なくされ、この年の冬季オリンピックはオーストリアのインスブルックにて開催された。
山脈内のスキーリゾートには以下のようなものがある。
- アメリカ合衆国
  - コロラド州
    - アスペン
    - ヴェイル
    - キーストーン
    - ブレッケンリッジ

  - ユタ州
    - アルタ
    - スノーバード
    - パークシティー（2002年ソルトレークシティオリンピックのアルペン開催地）

  - ワイオミング州
    - ジャクソンホール

  - アイダホ州
    - サンバレー

  - モンタナ州
    - ビッグスカイ
- カナダ
  - アルバータ州
    - レイク・ルイーズ
    - サンシャイン・ビレッジ

  - ブリティッシュコロンビア州
    - ファーニー

## ロッキーで見られる動物達
ロッキー山脈の北部カナディアン・ロッキーには、数多くの野生動物が生息しており、大型のシカであるエルクですらバンフやジャスパーなどでは人里にも現れる。無論、小動物であればコロンビアジリスなど枚挙に暇がない。なお、珍しい動物としてはグリズリー、高山の高みに生息しているシロイワヤギなどがいる。